# Смоленское (Алтайский край)
Смоле́нское — село в Алтайском крае, административный центр Смоленского района.
Население — 7992 чел. (2021). Основано в 1759 году.
Расположено в 210 км к югу от Барнаула. До ближайшей железнодорожной станции Бийск 35 км.

## История
XVIII век
Смоленское было основано в 1759 году как поселение отставных казаков и служилых людей. Название своё оно получило от редута Смоленской Богоматери (Одигитрии), в котором находилась контора, занимавшаяся делами военных поселенцев, которые и составили основную часть населения села.  Также Смоленское заселяли и крестьяне-старожилы.
Располагалось Смоленское на реке Поперечной перед её впадением в Песчаную в области между двумя холмами, являющихся границей поймы этой реки. На правом берегу  Поперечки располагалась административная часть села с большой белокаменной церковью, которая с приходом советской власти была разрушена, торговой площадью с магазинами, купеческими и ямщицкими домами. 
Левобережная часть села в основном была заселена крестьянами, в её центре находилась деревянная церковь.
С 1797 года Смоленской конторе об отставных земской избы были даны права волостного управления - село стало центром образованной Смоленской волости.
В состав Смоленской волости вошли поселения Колывано-Кузнецкой военной линии: Катунская и Ануйская крепости, редуты Смоленский (село Новосмоленка), Николаевский (село Николаевка Петропавловского района), Терской (село Новопокровка Быстроистокского района). Также в состав волости входили крестьянские поселения: деревни Иконниково, Пещана, Тырышкина (село Старотырышкино), Айская(село Ая Алтайского района), Верх-Ануйское, Верх-Катунское, Кокша, Красный Яр, Сростинское, Усть-Ануй.
Население волости было свободным, и было приписано к заводам Алтайского горного округа.
XIX век
При Александре II с отменой крепостного права в 1861 году началось массовое заселение Сибири, в частности, и Смоленского. Крестьяне из Тамбовской, Воронежской, Самарской, Рязанской, Смоленской и других губерний переезжали в Сибирь вместе с семьями. Путь был долгим и трудным, многие так и не дошли до новых мест. 
Новых поселенцев, не получивших наделов земли, брали к себе на работу зажиточные крестьяне (кулаки), которые были способны оплатить труд батраков (наёмных работников).
Крестьянский труд был нелёгок, поскольку обработка земли, сев и уборка производились поначалу исключительно вручную. Работать порой приходилось весь день, пока было светло. В зимнее же время изготавливали одежду и обувь. Ремесленники занимались изготовлением телег, саней, различной домашней утвари.

## Население
| 1926  | 1939  | 1959  | 1970  | 1979  | 1989  | 1997  |
| ----- | ----- | ----- | ----- | ----- | ----- | ----- |
| 8379  | ↘6801 | ↘5365 | ↗6924 | ↗8254 | ↗9475 | ↗9722 |
| 1998  | 1999  | 2000  | 2001  | 2002  | 2003  | 2004  |
| ↘9686 | ↘9655 | ↗9783 | ↘9755 | ↘9671 | ↘9362 | ↗9425 |
| 2005  | 2006  | 2007  | 2008  | 2009  | 2010  | 2011  |
| ↗9436 | ↘9340 | ↗9491 | ↘9445 | ↗9454 | ↘8985 | ↘8949 |
| 2012  | 2013  | 2021  |       |       |       |       |
| ↘8929 | ↘8792 | ↘7992 |       |       |       |       |

## Известные люди
- В конце XIX века в селе Смоленском работал врачом А. С. Мацеша, впоследствии видный польский общественный деятель, депутат Государственной думы I созыва от Плоцкой губернии.
- В селе родился первый ректор Алтайского государственного университета В. И. Неверов.
- В селе родился  Михаил Шатилов (1882-1937) сибирский политик,  областник, в 1918 году министр Временного Сибирского правительства, затем этнограф, историк. Репрессирован.

Жил К. Ф. Измайлов, автор дневника 1923-1941, жизнеописания глубинки советский деревни до войны.

## Экономика и социальная сфера
В селе находятся лесоперерабатывающие предприятия, хлебопекарня, две общеобразовательных школы(МБОУ СОШ N2  и МОУ СОШ N1), Четыре детских сада (Д/С Колосок, Д/С Ромашка, Д/С Черемушки и Д/С Петушок), школа искусств, детско-юношеская спортивная школа, Дом детского творчества, профессиональное училище N 82, два музея, стадион, Центральный парк и Аллея Победы.

## Радио
- 67,73 Новая волна